# Syzygium periyarensis
Syzygium periyarensis là một loài thực vật có hoa trong Họ Đào kim nương. Loài này được Augustine & Sasidh. miêu tả khoa học đầu tiên năm 1999.